# Запаловский, Иосиф Антонович
Иосиф Антонович Запаловский (укр. Йосип Антонович Запаловський; род. 25 октября 1947, село Старая Рудня) — украинский политический деятель, председатель Житомирского областного совета (2010—2014, от Партии регионов).

## Биография
Родился 25 октября 1947 года в селе Старая Рудня Красноармейского района Житомирской области. В 1977 году окончил Житомирский сельскохозяйственный институт по специальности экономист-организатор сельскохозяйственного производства. Перед службой в рядах Советской армии работал слесарем райобъединения «Сельхозтехника» в Новоград-Волынском. В 1966—1968 годах — проходил срочную службу в армии. С октября 1990 по июнь 1992 года — занимал должность заместителя директора предприятия «Укравтоматика». В 1992—2004 годах — занимал руководящие должности в ряде банковских учреждений.

## Политическая деятельность
В 1969—1990 годах — работал на различных должностях в комсомольских и партийных органах: инструктором, заведующим финансово-хозяйственным отделом обкома комсомола, заведующим областными курсами повышения квалификации партийных и советских работников Житомирского обкома Компартии Украины.
сентябрь 2004 — февраль 2005 — заместитель председателя Житомирской облгосадминистрации.
октябрь 2006 — октябрь 2007 — заместитель директора Государственной казны Национального банка Украины.
В 2008—2010 годах — работал в Аппарате Верховной Рады Украины.
4 июня 2010 года — назначен заместителем председателя, руководителем аппарата облгосадминистрации согласно распоряжению председателя облгосадминистрации. 17 ноября 2010 года — избран председателем Житомирского областного совета. 21 февраля 2014 года его сменил на этом посту Виталий Француз.

## Семья
Женат. Имеет взрослого сына и дочь.

## Награды
- Орден «Знак Почёта»
- Почётная грамота Верховной рады Украины